# Oeiras
För andra betydelser, se Oeiras (olika betydelser).
Oeiras (portugisiskt uttal: [oˈɐjɾɐʃ]
 ( lyssna)) är en stad och kommun i västra Portugal, 7 km väster om Lissabon vid Tejoflodens norra strand.
Staden har 58 099 invånare (2021).
Den är huvudorten i Oeiras kommun, ingår i Lissabons distrikt, och är en del av Storstadsområdet Lissabon (Área Metropolitana de Lisboa).
Kommunen har 172 120 invånare (2020) och en yta på 46 km². Oeiras är indelat i fem freguesias:
- Algés, Linda-a-Velha e Cruz Quebrada-Dafundo
- Barcarena
- Carnaxide e Queijas
- Oeiras e São Julião da Barra, Paço de Arcos e Caxias
- Porto Salvo

## Ortnamnet
Ortnamnet Oeiras härstammar från latinets aurarias (”minas de ouro”).

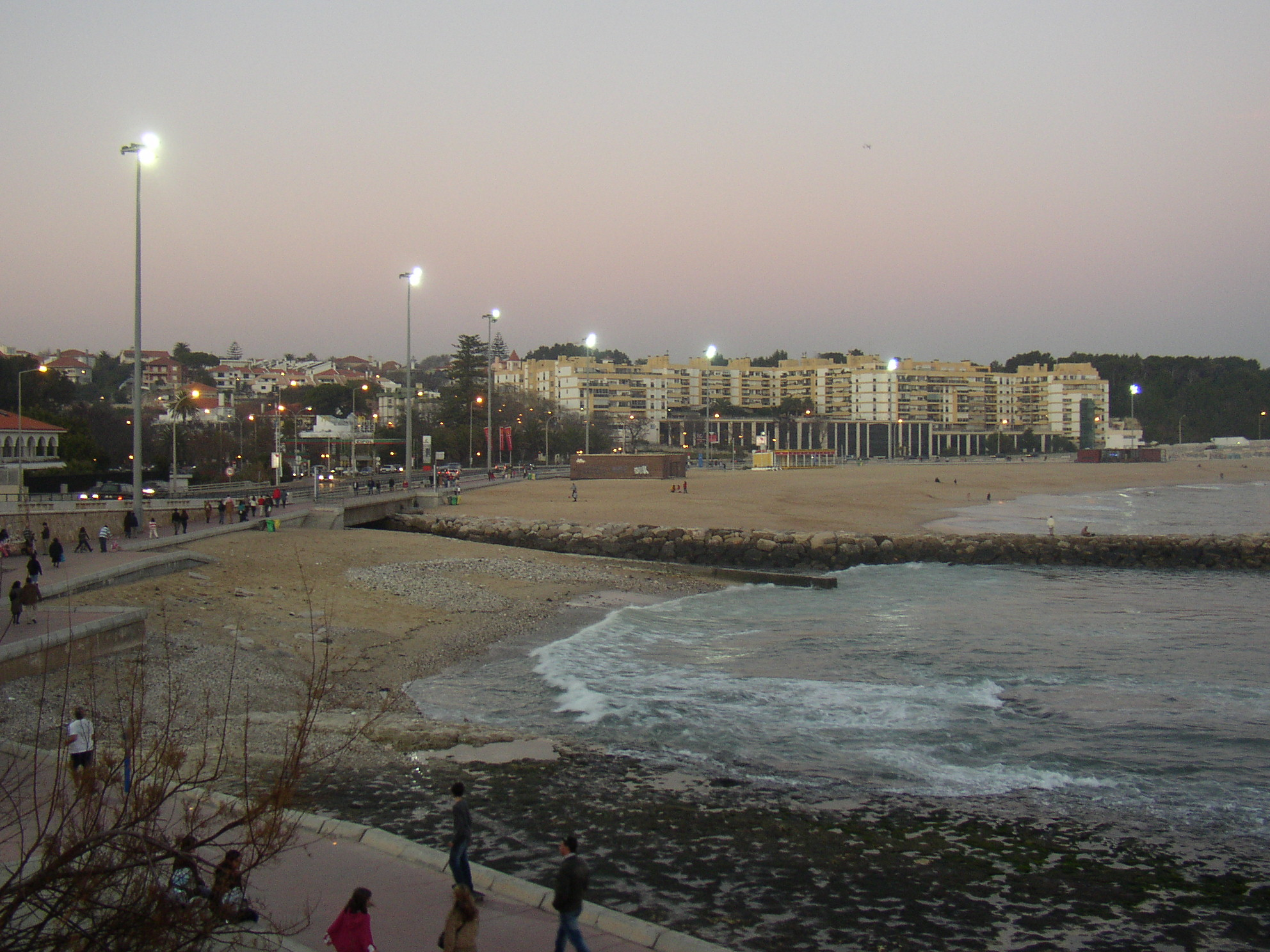
Oeiras strandpromenad
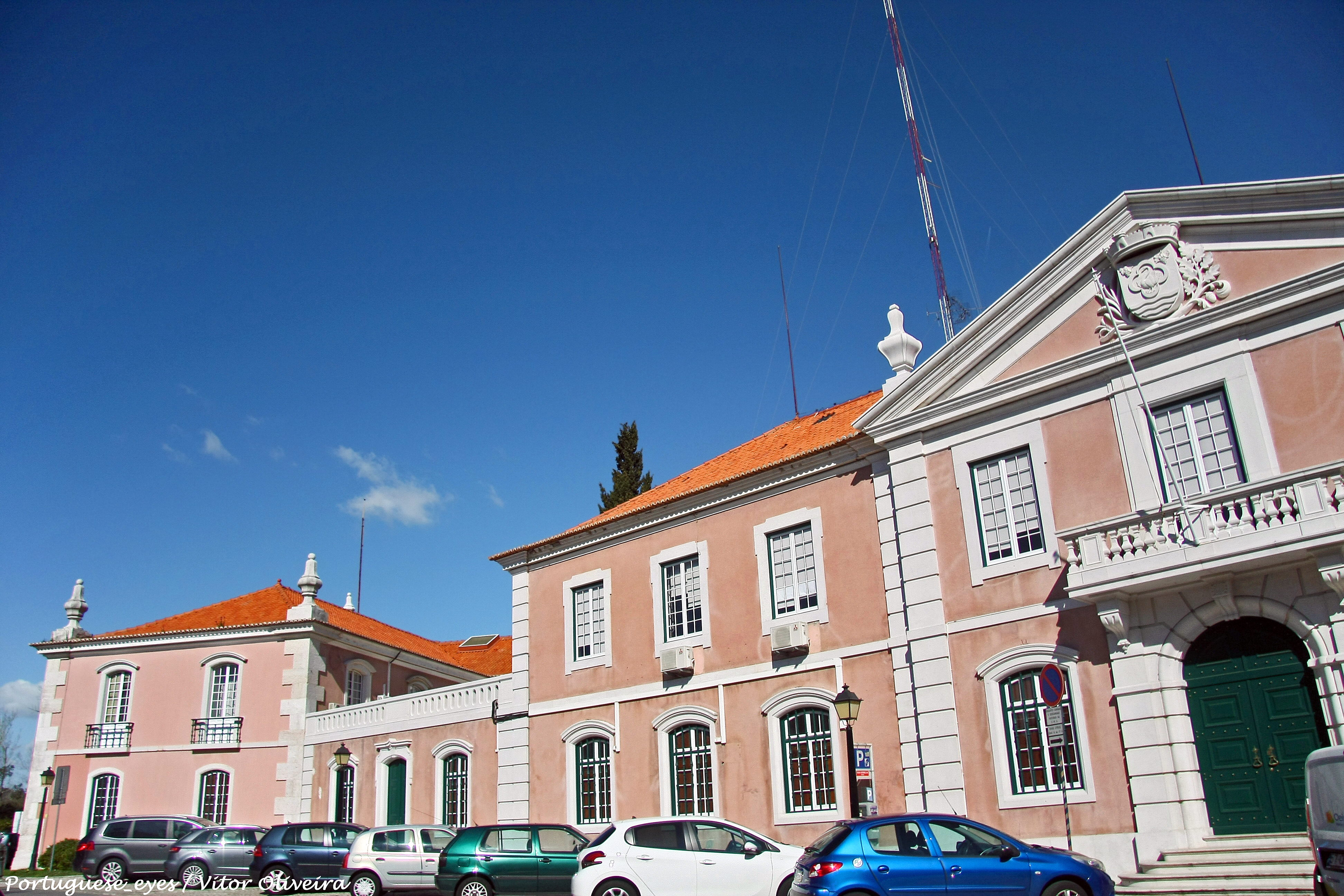
Kommunhuset
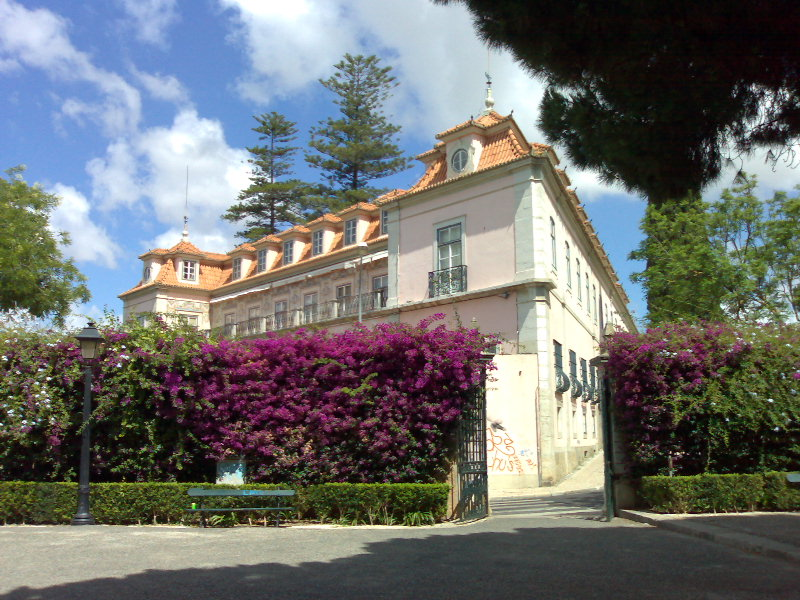
Markisen av Pombals palats
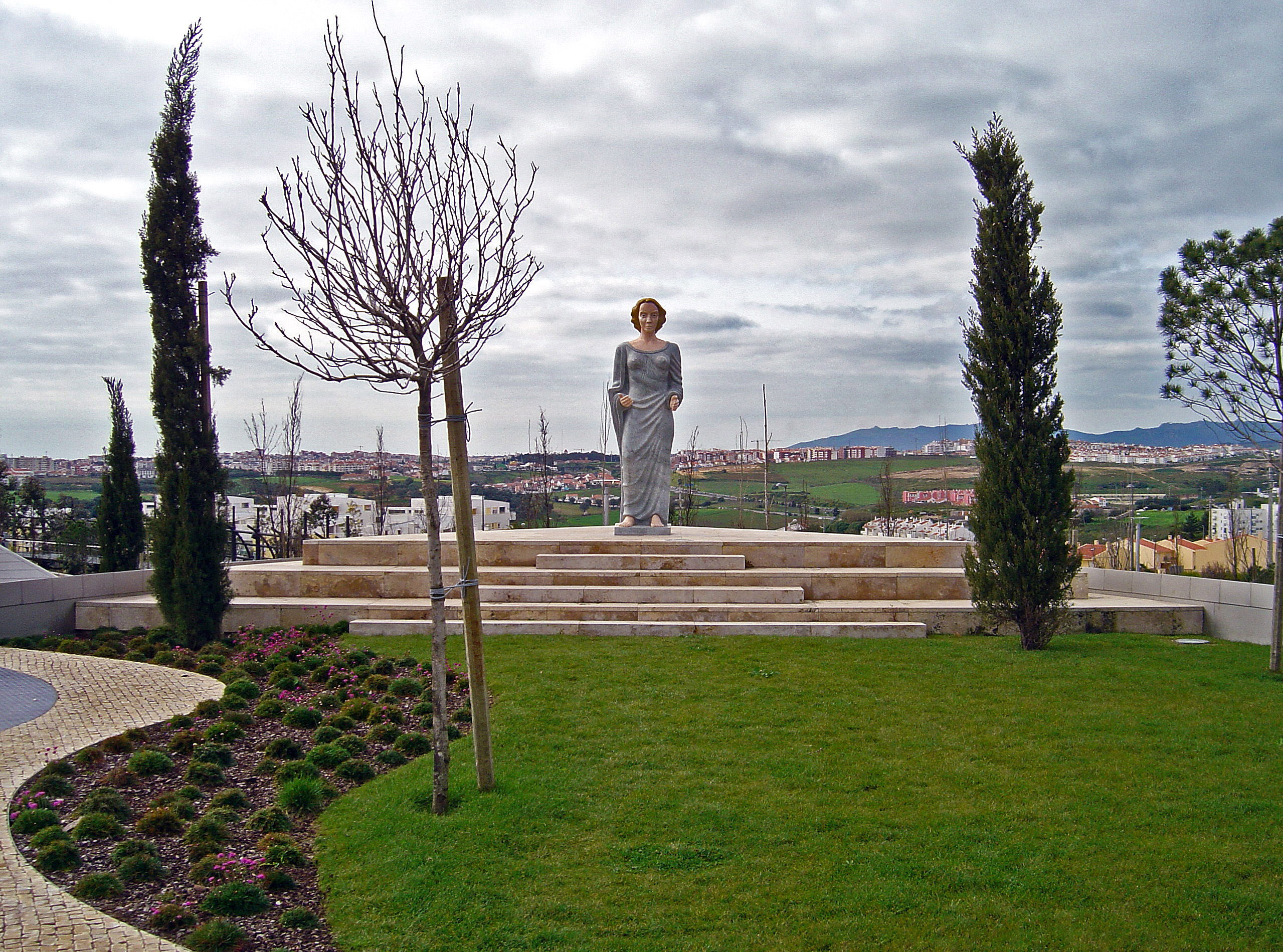
Poeternas park